# Amaro Huelva Betanzos
Amaro Huelva Betanzos (Rociana del Condado, Huelva; 18 de julio de 1973) es un político español, militante del Partido Socialista Obrero Español y Senador en las Cortes Generales por Huelva desde el año 2016. Es diplomado en Ciencias de la Educación y Alta Dirección.

## Trayectoria política

### Política local
Está afiliado al PSOE desde 1995, donde ha ocupado el cargo de Vocal del Condado en la Ejecutiva Provincial y de Secretario General de la Agrupación local de Rociana del Condado. También fue Vicepresidente de la Mancomunidad de Aguas del Condado y miembro de la ejecutiva de la Federación Andaluza de Municipios y Provincias. Ha sido alcalde de su localidad entre 1998-2003 y entre 2007-2014, ocupando el cargo de concejal en el ayuntamiento de Rociana entre los años 1995-1998 y 2003-2007.

### Senado
Ocupa el cargo de Senador desde las elecciones de diciembre de 2015, desempeñando distintos cargos en cada legislatura:

#### XILegislatura
En la breve legislatura XI, ocupó los siguientes cargos:
- Portavoz en la Comisión de Medio Ambiente y Cambio Climático
- Vocal en la Comisión de Asuntos Iberoamericanos
- Vocal en la Comisión de Reglamento

#### XIILegislatura
En la legislatura XII, desarrolló su labor en los siguientes cargos:
- Vicepresidente Segundo de la Comisión de Ciencia, Innovación y Universidades
- Secretario Segundo de la Comisión de Asuntos Iberoamericanos
- Portavoz de Pesca y posteriormente también de Agricultura en la Comisión de Agricultura, Pesca y Alimentación
- Vocal de la Comisión de Transición Ecológica
- Vocal en la Comisión Mixta de Control Parlamentario de la Corporación RTVE y sus Sociedades

#### XIIILegislatura
En la Legislatura XIII, la cual duró apenas entre julio y septiembre de 2019, ocupó los siguientes cargos:
- Portavoz de Agricultura en la Comisión de Agricultura, Pesca y Alimentación
- Vocal de la Comisión de Cultura y Deporte
- Vocal de la Comisión de Fomento
- Vocal de la Comisión de Asuntos Iberoamericanos

#### XIVLegislatura
En la actual legislatura, ocupa los siguientes cargos:
- Portavoz de Agricultura en la Comisión de Agricultura, Pesca y Alimentación
- Vocal de la Comisión de Cultura y Deporte
- Vocal de la Comisión Mixta para las Relaciones con el Tribunal de Cuentas
- Vocal de la Comisión de Asuntos Iberoamericanos